# سلیم بن قیس هلالی
سُلَیم بن قیس هِلالی یا ابوصادق سُلَیم بن قیس عامری هلالی کوفی (۲ق-۷۶ق) (۶۹۵م-۶۲۰م) از شیعیان و از تابعین و اصحاب خاصّ علی بن ابیطالب و حسن بن علی و حسین بن علی و علی بن حسین است و محضر محمد باقر را هم درک کرده‌است.
برخی از احادیث منسوب به امامان شیعه در مدح این شخصیت وجود دارند.
کتاب سلیم بن قیس هلالی، که با نام اسرار آل محمد به فارسی ترجمه شده، منسوب به او است تاریخ نگارش کتاب به‌احتمال زیاد اوایل قرن دوم است. کتاب مستند روایات نبوی در مورد مهدی است. اینکه محمد به پیروان خود در مورد مردی از نسل حسین وعده داده بود که اسلام را با حذف بدعتها تطهیر می‌کند.بگفته مسعودی اصل نظریه اثنی عشری از کتاب سلیم بن قیس هلالی است.

## تاریخی بودن
بسیاری از اطلاعات در مورد سلیم از سنت شیعه می‌آید. به گفته مکتار جبلی مورخ مدرن، «باید به وجود این مرد و کار او با احتیاط نگاه کرد». حسین مدرسی او را بدین ترتیب توصیف می‌کند: «بدیهی است که چنین شخصی هرگز وجود نداشته و این نام فقط یک نام قلمی است».
علمای دیگر مانند محمدعلی امیرمعزی در رد تاریخی بودن سلیم بن قیس احتیاط بیشتری داشته‌اند، اما بر نادرست بودن انتساب مجموعه احادیث شیعه به او اتفاق نظر دارند.
ابن ندیم و شرح حال نویسان بعدی از جمله طوسی بر قول نویسنده علوی علی بن احمد العقیق (متوفی ۹۱۱) تکیه کرده‌اند.
دانشمند شافعی اهل سنت ابن ابی الحدید، وجود سلیم را زیر سؤال برده و گفته‌است: «شنیده‌است» برخی از علمای شیعه دوازده امامی ادعا می‌کنند که سلیمان «یک اختراع کاملاً خیالی» است و «کتاب ادعایی او چیزی جز جعلیات نیست».
علمای اثنی عشری احمد بن عبیده (متوفی ۹۴۱) و ابوعبدالله الغضنفری (متوفی ۱۰۲۰) انکار وجود کتاب سلیمان را بر سه دلیل استوار کردند: ۱-بخشی از کتاب بیان می‌کند که سیزده امام به جای ۱۲ امام وجود داشته‌اند.
۲-بخش دیگری بیان می‌کند که محمد بن ابوبکر پدر در حال مرگش ابوبکر را با وجود اینکه کودکی سه ساله بود رد کرد.
۳-کتاب صرفاً به آبان بن ابی عیاش منتقل شده‌است، اما او تنها چهارده سال داشته‌است.
علامه حلی، محقق برجسته اثنی عشری، نظریات مربوط به عدم وجود سلیم را رد می‌کند، اگرچه جبلی معتقد است «استدلال حلی برای از بین بردن چنین شبهاتی قانع کننده نیست».با وجود این، شرح حال نویسان متأخر شیعه دلایل حلی را کلمه به کلمه بیان کردند و علمای شیعه کتاب سلیم را از کهن‌ترین منابع اندیشه شیعه و برتر از کتب چهارگانه سنی یعنی صحیح بخاری، صحیح مسلم، المسند بن حنبل و موطاء امام مالک می‌دانند.